# Lech Kobyliński
Lech Konrad Kobyliński, ps. Konrad (ur. 1 maja 1923 w Wilnie, zm. 23 stycznia 2022 w Gdańsku) – polski naukowiec, specjalista w dziedzinie budowy okrętów, jeden z twórców polskiego okrętownictwa, wieloletni profesor Politechniki Gdańskiej, bojownik polskiego ruchu oporu (ZWM/AL), powstaniec warszawski, oficer Marynarki Wojennej.
Profesor nauk technicznych inżynier, członek korespondent PAN od 1976, doktor honoris causa trzech uczelni: Uniwersytetu Morskiego w Sankt Petersburgu, Akademii Marynarki Wojennej w Gdyni (1990) i Politechniki Gdańskiej (2004). Członek honorowy Royal Institution of Naval Architects w Londynie.

## Życiorys
Urodził się 1 maja 1923 w Wilnie, w rodzinie Aliny (1899–1995, z d. Jabłońskiej) i Tadeusza (1892–1946) Kobylińskich. Lata szkolne i dzieciństwo spędził w Warszawie. Ukończył gimnazjum im. Stanisława Staszica w Warszawie. Podczas okupacji kontynuował naukę w Państwowej Szkole Technicznej, był także organizatorem i dowódcą (pod pseudonimem „Konrad”) konspiracyjnego oddziału szturmowego im. Czwartaków (wchodzącego jako pluton w skład Związku Walki Młodych, a później Armii Ludowej jako kompania, następnie batalion). Główny uczestnik II zamachu na Café Club 11 lipca 1943 (to on wszedł do lokalu i rzucił na środek sali ładunek wybuchowy). Jednocześnie sprawował funkcję oficera operacyjnego Okręgu AL nr. 1 Warszawa-Miasto i dowódcy Podokręgu I Śródmieście. Brał udział w powstaniu warszawskim, jako dowódca IV batalionu AL „Czwartaków”, walcząc na Woli, Starym Mieście (tu m.in. d-ca obrony reduty „Mostowa”) i Żoliborzu. Dwukrotnie ranny i kontuzjowany, awansowany do stopnia kapitana. Przypadkiem ocalał 26 sierpnia 1944 z bombardowania kamienicy przy ul. Freta 16, kiedy pod jej gruzami zginęło kilku członków dowództwa Okręgu Warszawskiego AL. Po upadku powstania odmówił poddania się Niemcom i wraz z grupą pozostałych przy życiu żołnierzy batalionu im. Czwartaków przepłynął Wisłę. Następnie trafił do szpitala z powodu zakażenia odniesionej w powstaniu rany; opuścił go w styczniu 1945. 
Tak o nim pisze Tomasz Strzembosz w publikacji Akcje zbrojne podziemnej Warszawy 1939–1944:

To ich właśnie pseudonimy legenda otoczyła nimbem niezwykłych czynów, to ich pseudonimami nazywano konspiracyjne oddziały, nie tylko przez obyczaj wiązania nazwy jednostki z pseudonimem dowódcy, ale przede wszystkim dlatego, że to ich indywidualności wpływały decydująco na wartość oddziału i skalę jego osiągnięć. W przeważającej liczbie przypadków byli to nie tylko kierownicy, ale prawdziwe „dusze zespołów”, osobowości, wokół których skupiało się życie całej grupy: nie tylko dowódcy wojskowi, ale także przywódcy duchowi, przyjaciele, inspiratorzy. […] Tacy młodzi dowódcy, jak „Zośka” (Tadeusz Zawadzki), „Maciek” (Maciej Bittner), „Rudy” (Jan Bytnar), „Felek” (Feliks Pendelski), „Jeremi” (Jerzy Zborowski) z Kedywu KG AK, „Stasinek” (Stanisław Sosabowski), „Żbik” (Zdzisław Zajdler) i „Rygiel” (Kazimierz Pogorzelski) z Kedywu Okręgu, „Jacek” (Franciszek Bartoszek) ze specgrupy Sztabu Głównego GL oraz „Konrad” (Lech Kobyliński) z oddziałów ZWM czy „Antek” (Władysław Andrzejczak) z ML RPPS – byli rzeczywistymi twórcami dowodzonych przez siebie oddziałów, a jednocześnie wzorami osobowymi dla żołnierzy.

W 1950 ukończył studia na Wydziale Budowy Okrętów Politechniki Gdańskiej. Po studiach przez dwa lata odbywał służbę wojskową i pracował w Stoczni Marynarki Wojennej jako kierownik biura konstrukcyjnego, które stworzył. Twórca ośrodka badawczego Politechniki Gdańskiej w Iławie, w którym testowano zachowanie się modeli statków w warunkach rzeczywistego falowania. Konstruktor eksperymentalnych form jednostek pływających – wodolotów i poduszkowców. Wieloletni dyrektor Instytutu Okrętowego Politechniki Gdańskiej. Pełnił też funkcję redaktora naczelnego miesięcznika Budownictwo Okrętowe (1972–1976).
Po zakończeniu z przyczyn politycznych programu konstrukcji wodolotów (zbudowano tylko jedną jednostkę, której nadano nazwę „Zryw I” w 1966, po czym program pod naciskiem ZSRR został przerwany), prowadził aktywne badania nad konstrukcjami poduszkowców. 
W latach 1976–1983 przebywał w Londynie jako członek sekretariatu Międzynarodowej Organizacji Morskiej. W latach 1986–1990 był sekretarzem naukowym Oddziału PAN w Gdańsku. Wykładał jako zaproszony profesor na wielu politechnikach zagranicznych, m.in. w Petersburgu, Bremie, Trondheim, Teheranie i Bandar-e Abbas.
Od 1985 był przewodniczącym Komisji Morskiej przy Oddziale PAN w Gdańsku. Twórca Fundacji Bezpieczeństwa Żeglugi i Ochrony Środowiska. Współtwórca jednego z czterech na świecie ośrodków szkoleniowo-badawczych manewrowania statkiem (Szkoła Kapitanów w Iławie) na jeziorze Silm. 
W ostatnich latach zajmował się głównie zagadnieniami bezpieczeństwa żeglugi morskiej.
W latach 1957–1987 był członkiem PZPR. Członek Rady Konsultacyjnej przy Przewodniczącym Rady Państwa PRL Wojciechu Jaruzelskim w latach 1986–1989.
W 1994 był członkiem Honorowego Komitetu Obchodów 50. Rocznicy Powstania Warszawskiego.
Zmarł w Gdańsku, pochowany na cmentarzu komunalnym Srebrzysko (rejon IX, kwatera TAR I WOJ.-2-48).

## Życie prywatne
Jego dziećmi są:
- Krystyna Gutowska – dr filozof
- Zbigniew Kobyliński – prof. dr hab., archeolog
- Szymon Kobyliński – muzyk rockowy z zespołu Blenders[16]

Inni krewni:
- Halina Turska – uczona polska, językoznawca, profesor Uniwersytetu Mikołaja Kopernika w Toruniu
- Szymon Kobyliński – grafik, rysownik-karykaturzysta, satyryk
- Paweł Walewski – dziennikarz i publicysta

## Awanse
- porucznik
- kapitan – wrzesień 1944 w Armii Ludowej
- komandor porucznik – w Marynarce Wojennej po wojnie

## Ważniejsze publikacje książkowe
- Śruby okrętowe, Warszawa 1955
- Przybliżone metody obliczenia oporu i wpływ kształtu kadłuba na opór, Warszawa 1960
- Teoria oporu i badania modelowe, Warszawa 1961
- Słownik budowy okrętów: rodzaje statków (współautor), Warszawa 1969 (też w wersji angielskiej i rosyjskiej)
- Słownik budowy okrętów: teoria okrętu (współautor), Warszawa 1972 (też w wersji angielskiej i rosyjskiej)
- Stability and safety of ships (współautor), Kidlington 2003
- Garść wspomnień z długiego życia [autobiografia]; Gdańsk 2018, wyd. Fundacja Promocji Przemysłu Okrętowego i Gospodarki Morskiej

## Ordery i odznaczenia
- Order Budowniczych Polski Ludowej (1969)[17]
- Krzyż Komandorski z Gwiazdą Orderu Odrodzenia Polski (14 lipca 2003)[18]
- Order Krzyża Grunwaldu III klasy
- Krzyż Złoty Orderu Virtuti Militari (1946)
- Złoty Krzyż Zasługi (dwukrotnie: 12 kwietnia 1946[19], 11 maja 1947[20])
- Krzyż Walecznych
- Krzyż Partyzancki
- Warszawski Krzyż Powstańczy (1981)[21]
- Medal za Warszawę 1939–1945 (17 stycznia 1946)[22]
- Medal Zwycięstwa i Wolności 1945
- Złote odznaczenie im. Janka Krasickiego (1958)[23]
- Złota Odznaka honorowa „Za Zasługi dla Warszawy” (1967)[24]
- Odznaka honorowa „Za zasługi dla Gdańska” (1962)[25]
- Medal jubileuszowy „Dwudziestolecia zwycięstwa w Wielkiej Wojnie Ojczyźnianej 1941–1945” (ZSRR, 1965)[26]